# 予備艦隊

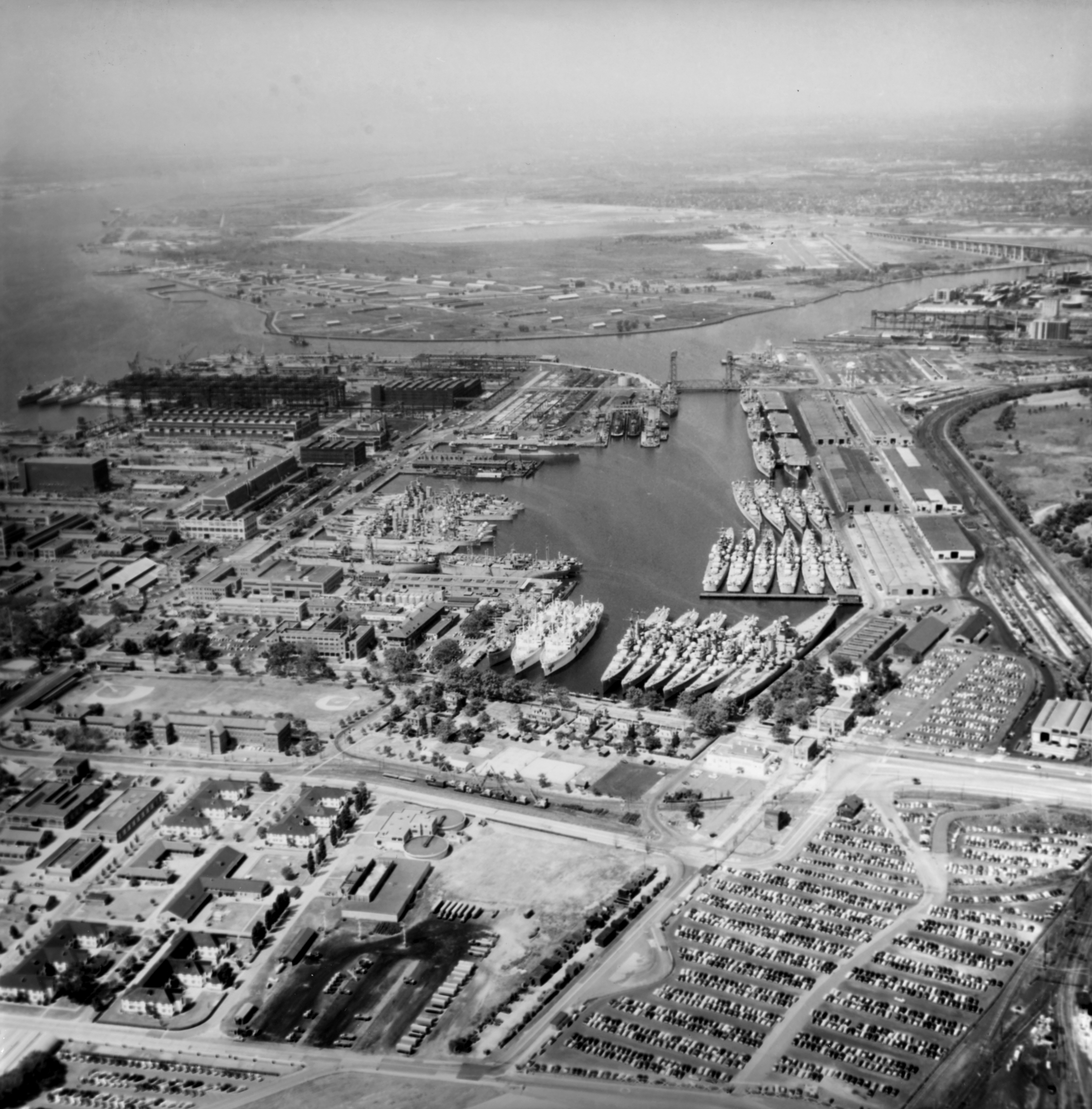
フィラデルフィア海軍造船所の予備泊渠（Reserve Basin）に停泊するアメリカ海軍予備艦隊の艦艇。（1956年）

予備艦隊（よびかんたい、豫備艦隊、英語：reserve fleet）とは、海軍において退役艦艇または目下不要と見なされた現役艦艇等をモスボール保存するために編成される艦隊である。
俗称として、これらの艦隊そのものをモスボール（in mothballs、あるいは mothballed）と表現することも多く、アメリカ海軍では「幽霊艦隊」（ghost fleet）とも呼ばれる。イギリス海軍を中心に、こうした艦船の状態を指すやや古い表現として「通常係留」（laid up in ordinary）が用いられる場合もある。

## 概要

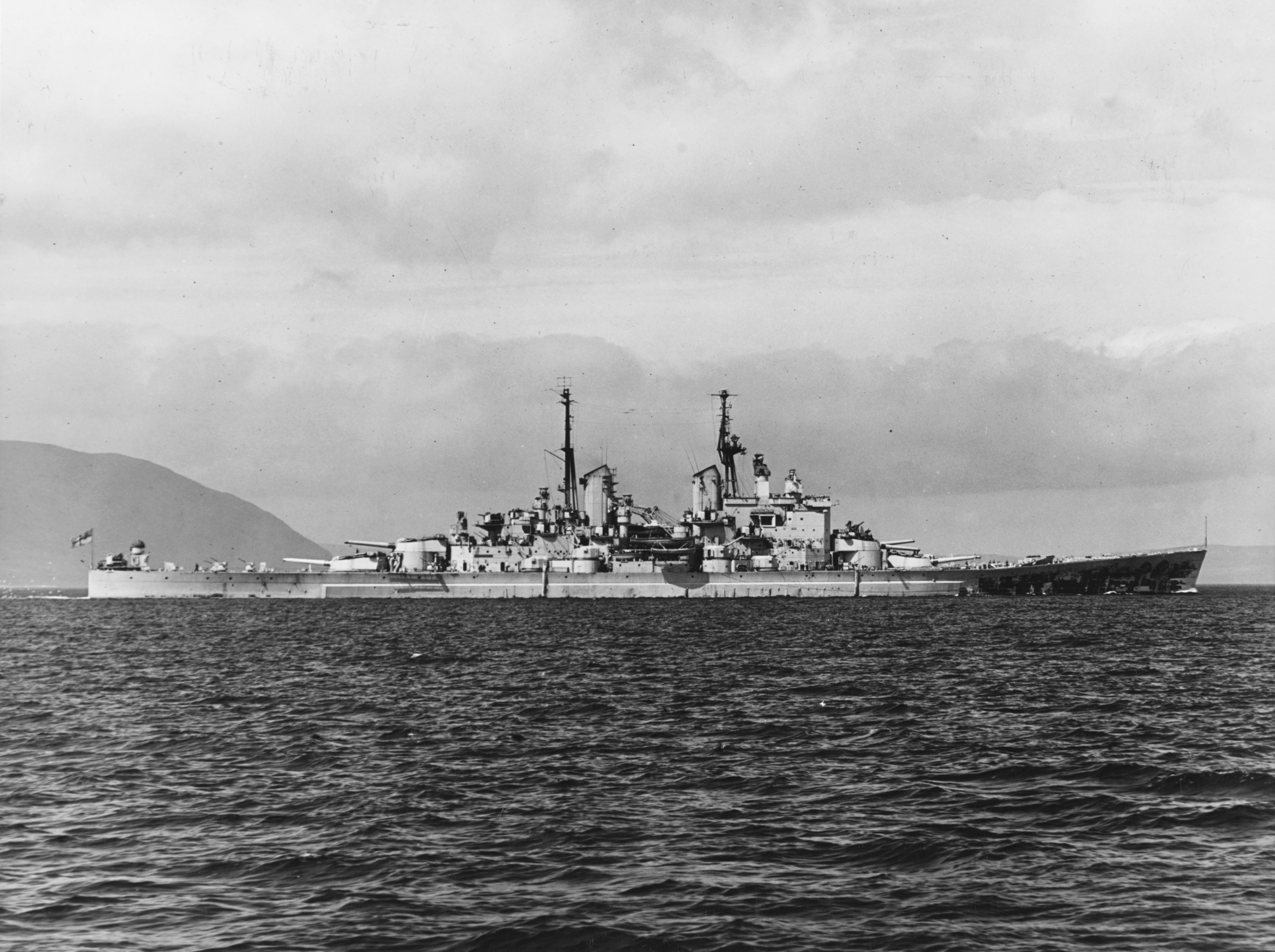
英海軍予備艦隊に所属していた頃の戦艦「ヴァンガード」

予備艦隊は状況を鑑みて現役復帰の可能性が見込まれる退役艦艇等で構成され、通常は再活性化を円滑に行うべく海軍基地・海軍工廠内に係留されている。これらの艦艇には長期間の保管を見越し、錆が発生しやすい箇所を封鎖するなど、いわゆるモスボール処理が為されることが多い。
予備艦隊に所属している間も、現役復帰時に航行可能であることを保証し、また点検や動作確認などを行うため、通常は最低限の乗組員が配属されている。アメリカ海軍ではこうした乗組員を「幽霊艦隊」の俗称に因み、「骸骨船員」(skeleton crew)と俗称する。
通常、予備艦隊を編成している海軍では、艦艇の現役復帰に備えて予備の兵装・機器等があわせて保管されているが、これらは艦艇そのものと同様、しばしば腐食や旧式化のために有効な運用ができなくなっていることが多い。

## その他の運用
実際には、現役を退いた艦艇は短期間で旧式化するため、多くは解体され、それ以外にも実験艦ないし標的艦としての消費、他国または民間への売却、記念艦や人工魚礁としての活用など、現役復帰を前提としない目的に用いられることが多い。また一時的に予備艦隊に配置した後に改めて売却や解体といった処分が行われることもある。近年、アメリカ海軍では空母「オリスカニー」のように、予備艦隊所属艦の人工魚礁等への転用を進めている。
アメリカ国防予備艦隊は、部品取りに利用されることも多く、必要に応じて所属艦から機器・装備等が取り外されている。
また、第二次世界大戦以前の旧式艦に使用された鉄鋼は、低バックグラウンド鋼(en:Low-background steel)と呼ばれ、近年製造された鉄鋼よりも、バックグラウンド放射線が少ないため、実験物理学の世界では「放射線遮蔽材」として利用されている。これは、冷戦から現代にかけての核実験で生じた、放射性降下物の影響を受けていないことによる。

## 環境への影響
一部では予備艦隊として保管あるいは人工魚礁化された艦船が有毒物質を含み環境へ悪影響を与えているという指摘がある。
2007年、国防予備艦隊所属艦で使用されている鉛を含有する塗料が剥がれ落ち海洋汚染につながったとして、いくつかの環境保護団体が抗議を行った。これを受けて連邦海事局では所属艦50隻の削減を発表し、2012年までに25隻が処分された。残りの25隻も2017年までに処分されるという。